# Cantone di Santa Rosa
Il cantone di Santa Rosa è un cantone dell'Ecuador che si trova nella provincia di El Oro.
Il capoluogo del cantone è Santa Rosa.